# Bernardo Bertolucci
Bernardo Bertolucci (Parma, 16 marzo 1941 – Roma, 26 novembre 2018) è stato un regista, sceneggiatore e produttore cinematografico italiano.
Considerato tra i maggiori cineasti del cinema internazionale, ha diretto film di notevole successo come Il conformista, Ultimo tango a Parigi, Novecento e L'ultimo imperatore, che gli valse l'Oscar al miglior regista e alla miglior sceneggiatura non originale. È l'unico italiano ad aver vinto un Oscar per la regia, considerando che Frank Capra, anch'egli assegnatario del riconoscimento, era italiano ma naturalizzato statunitense. Nel 2007 gli fu conferito il Leone d'oro alla carriera alla 64ª Mostra internazionale d'arte cinematografica di Venezia e nel 2011 la Palma d'oro onoraria al 64º festival di Cannes.

## Biografia

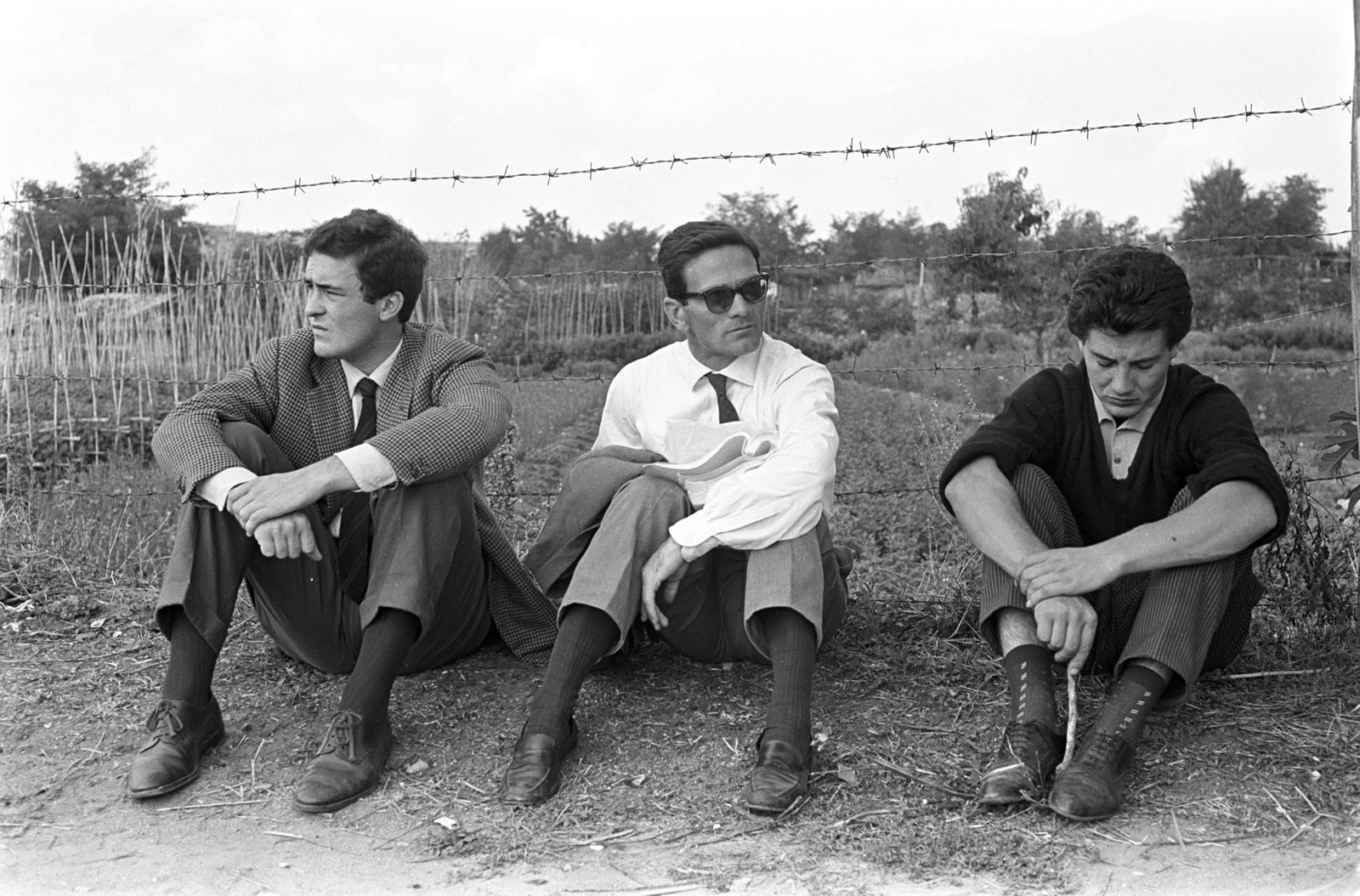
Bertolucci con Pasolini

Primogenito del poeta Attilio Bertolucci e di Ninetta Giovanardi, era cugino del produttore Giovanni e fratello di Giuseppe, anch'egli regista. Inizialmente sembrò seguire la strada paterna, interessandosi di poesia e iscrivendosi al corso di laurea in Lettere presso l'Università degli Studi di Roma "La Sapienza", ma ben presto abbandonò gli studi per il cinema facendo da assistente a Pier Paolo Pasolini, suo vicino di casa, ai primi passi come sceneggiatore nel mondo della settima arte. Con una camera a passo ridotto Bertolucci girò due cortometraggi amatoriali nel biennio 1956-1957, La teleferica e La morte del maiale. Quest'ultimo, creduto perduto, è stato ritrovato e, dopo un restauro a cura della Cineteca di Bologna, presentato al pubblico bolognese nel corso del festival del Cinema Ritrovato il 28 giugno 2024.
Proprio grazie a Pasolini e all'interessamento del produttore Cino Del Duca, Bertolucci lavora come assistente nel primo film diretto dal poeta emiliano, Accattone (1961). Su quel set incontra l'attrice Adriana Asti, che sarà poi sua compagna per diversi anni. L'anno seguente, con Tonino Cervi come produttore, realizza il suo primo lungometraggio, La commare secca, su soggetto e sceneggiatura di Pier Paolo Pasolini. Ma Bertolucci si stacca ben presto dal mondo e dalla poetica pasoliniani per inseguire un'idea personale di cinema basata sostanzialmente sull'individualità di persone che si trovano di fronte a bruschi cambiamenti del loro mondo e di quello circostante, a livello esistenziale e politico, senza che essi possano o vogliano cercare una risposta concisa.

### Prima della rivoluzione
Tale tematica sarà presente praticamente in tutte le opere di Bertolucci, a partire dal secondo film, Prima della rivoluzione (1964), dove è esemplificata molto chiaramente nella storia di un giovane della borghesia agricola medio-alta di Parma (Francesco Barilli), il quale, incapace di reagire al suicidio del suo amico più caro e incerto su una direzione da prendere, si getta a capofitto in una relazione con una matura e piacente zia (Adriana Asti) giunta da Milano. Entrambi, però, si rendono conto che quella storia non può durare – lei è anche in cura da uno psicologo – e alla partenza della donna, al giovane non resta che sposare la sua precedente fidanzata, che lui non ama, facente parte dell'alta borghesia, matrimonio ben visto dalla sua famiglia.
Anche nei film che seguono, Bertolucci continua il suo personale discorso intorno all'ambiguità esistenziale e politica, soprattutto in Partner (1968), interpretato da Pierre Clémenti, in Strategia del ragno e con Il conformista (1970) con Jean-Louis Trintignant, opere presentate in diversi festival ma dallo scarso successo di pubblico.

### Lo scandalo diUltimo tango a Parigie la fama mondiale

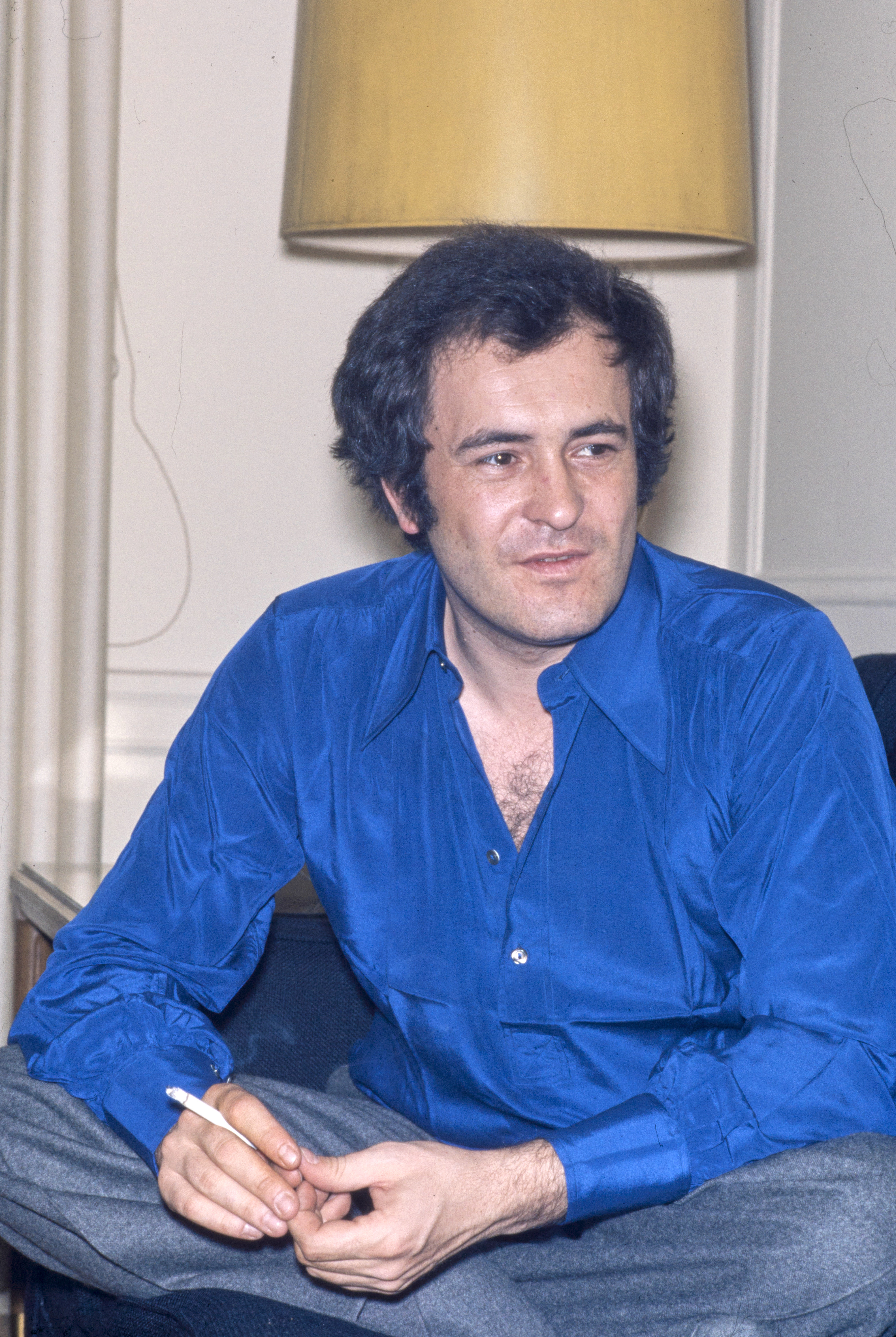
Bertolucci nel 1971

La notorietà per Bertolucci arriva nel 1972, con un film "scandaloso" che ha di fatto segnato un'epoca: Ultimo tango a Parigi, con Marlon Brando e Maria Schneider, Jean-Pierre Léaud e Massimo Girotti, dove il sesso è visto come unica risposta possibile, ma non definitiva, al conformismo del mondo circostante; i protagonisti di questo film, come quelli che seguiranno, sono esseri alla deriva, quasi sbandati, la cui unica via d'uscita è la trasgressione. L'attrice Maria Schneider, anni dopo, in un'intervista concessa a Roger Ebert e un'altra al Daily Mail dichiarò di essere stata "quasi violentata" e di aver subito un forte choc emotivo a causa dell'umiliazione alla quale la sottopose Bertolucci durante il set. Fino al 1997 fu il leader di incassi, ed il più controverso caso giudiziario di sempre nel cinema italiano.
Dopo la sua prima proiezione a New York, la pellicola subì notevoli traversie censorie in Italia (che comunque non impedirono al film di piazzarsi secondo nella classifica degli incassi della stagione cinematografica 1972-1973); ben presto sequestrata, la pellicola venne ritirata dalla Cassazione il 29 gennaio 1976, e il regista fu condannato per offesa al comune senso del pudore, colpa per la quale venne privato dei diritti civili per cinque anni, fra cui il diritto di voto. Dopo svariati processi d'appello, la pellicola venne dissequestrata nel 1987. Le copie rimaste dopo il macero vennero depositate alla Cineteca Nazionale di Roma e quelle integrali, conservate in cineteche estere, sono servite come base per editare il film in DVD.
A 46 anni dalla sua realizzazione, il film è tornato nelle sale cinematografiche nel maggio 2018 nella versione in lingua originale restaurata in 4K a cura della Cineteca Nazionale e della Cineteca di Bologna, con la supervisione di Vittorio Storaro per l'immagine e di Federico Savina per il suono. La prima mondiale ha avuto luogo a Bari nel corso del Bari International Film Festival (Bif&st) alla presenza del regista.
Bertolucci incrementa la sua notorietà con Novecento (1976), epico affresco delle lotte contadine emiliane dai primi anni del secolo alla seconda guerra mondiale lungo più di cinque ore e che si avvale di un prestigioso cast (dagli internazionali Robert De Niro, Gérard Depardieu, Donald Sutherland, Sterling Hayden, Burt Lancaster e Dominique Sanda agli italiani Alida Valli, Laura Betti, Romolo Valli, Francesca Bertini e Stefania Sandrelli); cui seguono i più intimisti La luna (1979), in cui affronta lo scabroso tema della droga e dell'incesto, e La tragedia di un uomo ridicolo (1981), con Ugo Tognazzi e Anouk Aimée protagonisti.

Bernardo Bertolucci in compagnia del padre poeta Attilio, nel 1975, durante le riprese del film Novecento

### Gli Oscar conL'ultimo imperatoree gli ultimi film
Negli anni ottanta Bertolucci gira soprattutto all'estero altre pellicole di straordinaria potenza visiva. Ultimo tango a Parigi segna il distacco dal Cinema Novo e dalla Nouvelle Vague militante, per aprire al genere kolossal melanconico ma comunque impegnato di Novecento e de L'ultimo imperatore, successo internazionale che si aggiudica ben nove premi Oscar, tra cui quelli per il miglior film e la migliore regia, e che lo porta ad essere l'unico italiano a vincere il premio di categoria insieme a Frank Capra. Nel 1990 gira in Marocco il film Il tè nel deserto (1990), tratto da un romanzo di Paul Bowles, mentre nel 1993 è la volta del Piccolo Buddha con Keanu Reeves, ambientato in Nepal e negli Stati Uniti.
In seguito il regista torna a girare in Italia riprendendo le sue predilette tematiche intimiste con risultati alterni di critica e pubblico, a partire da Io ballo da sola (1996), per proseguire con L'assedio (1998) e The Dreamers - I sognatori (2003), che ripercorre una vicenda di passioni politiche e rivoluzioni sessuali di una coppia di fratelli, nella Parigi del 1968. Nel 2007 riceve il Leone d'oro alla carriera alla Mostra del Cinema di Venezia, mentre nel 2011 riceve la Palma d'oro alla carriera al Festival di Cannes. Il suo ultimo film è Io e te (2012), trasposizione cinematografica dell'omonimo romanzo di Niccolò Ammaniti. Inizialmente Bertolucci era intenzionato a girarlo in 3D, ma ha rinunciato all'idea dopo aver riscontrato che questo tipo di proiezioni sono considerate appannaggio di pellicole commerciali e riservate ad un pubblico giovanile.

### Sceneggiatore, produttore e attore
Per il cinema Bertolucci scrisse anche numerose sceneggiature per i film suoi e per quelli diretti da altri, tre dei quali da lui prodotti. Recitò inoltre in Golem - Lo spirito dell'esilio, diretto nel 1992 da Amos Gitai. La sua ultima apparizione è stata nel docufilm “Alida” di Mimmo Verdesca, dedicato alla vita di Alida Valli.

## Vita privata
Dopo il divorzio da Adriana Asti, sposò nel 1967 Maria Paola Maino, da cui divorziò nel 1972 per sposare nel 1978 Clare Peploe, sceneggiatrice e regista, autrice insieme al fratello Mark di Professione: reporter di Michelangelo Antonioni. Bernardo Bertolucci era ateo: lo affermò in un'intervista pubblicata nel volume di Barbara Palombelli Registi d'Italia (Rizzoli, Milano, 2006) durante la quale, alla domanda "Bertolucci è credente?", il regista rispose, ridendo: «No, sono ateo, grazie a Dio. Come diceva Buñuel». Malato di tumore, muore a Roma il 26 novembre 2018, all'età di 77 anni. Le sue ceneri riposano accanto a quelle del fratello Giuseppe nel paesino di Casarola.

## Filmografia

### Regista

#### Cinema
- La commare secca (1962)
- Prima della rivoluzione (1964)
- Partner (1968)
- Agonia, episodio di Amore e rabbia (1969)
- Il conformista (1970)
- Ultimo tango a Parigi (1972)
- Novecento (1976)
- La luna (1979)
- La tragedia di un uomo ridicolo (1981)
- L'ultimo imperatore (The Last Emperor) (1987)
- Il tè nel deserto (The Sheltering Sky) (1990)
- Piccolo Buddha (Little Buddha) (1993)
- Io ballo da sola (Stealing Beauty) (1996)
- L'assedio (1998)
- The Dreamers - I sognatori (The Dreamers) (2003)
- Io e te (2012)

#### Documentari
- La via del petrolio (1967)
- La salute è malata (1971)

#### Televisione
- Strategia del ragno (1970) - film TV

### Aiuto regista
- Accattone, regia di Pier Paolo Pasolini (1961)

### Produttore
- Oggetti smarriti, regia di Giuseppe Bertolucci (1980)
- Sconcerto Rock, regia di Luciano Manuzzi (1982)
- Io con te non ci sto più, regia di Gianni Amico (1982)
- Il trionfo dell'amore (The Triumph of Love), regia di Clare Peploe (2001)

### Attore
- Golem, Lo spirito dell'esilio (Golem, l'esprit de l'exil), regia di Amos Gitai (1992)
- Come inguaiammo il cinema italiano - La vera storia di Franco e Ciccio, regia di Daniele Ciprì e Franco Maresco (2004)
- Alida, regia di Mimmo Verdesca (2020)

## Testi
- In cerca del mistero, Milano, Longanesi, 1962, 83 p.
- Giancarlo Alviani (a cura di), Un'aspirina e un caffè con Bernardo Bertolucci, Mimemis, 2014, 127 p., EAN: 9788857526065
- I miei primi 25 aprile. Perché oggi non vado a scuola? di Bernardo Bertolucci, Renato Romagnoli (Italiano), Ibes Pioli (Rina) - Editore: L'Io e il Mondo di TJ (aprile 2016) EAN: 9788898964123
- Il mistero del cinema, Milano, La Nave di Teseo, 2021, 96 p. EAN: 9788834606728

## Riconoscimenti

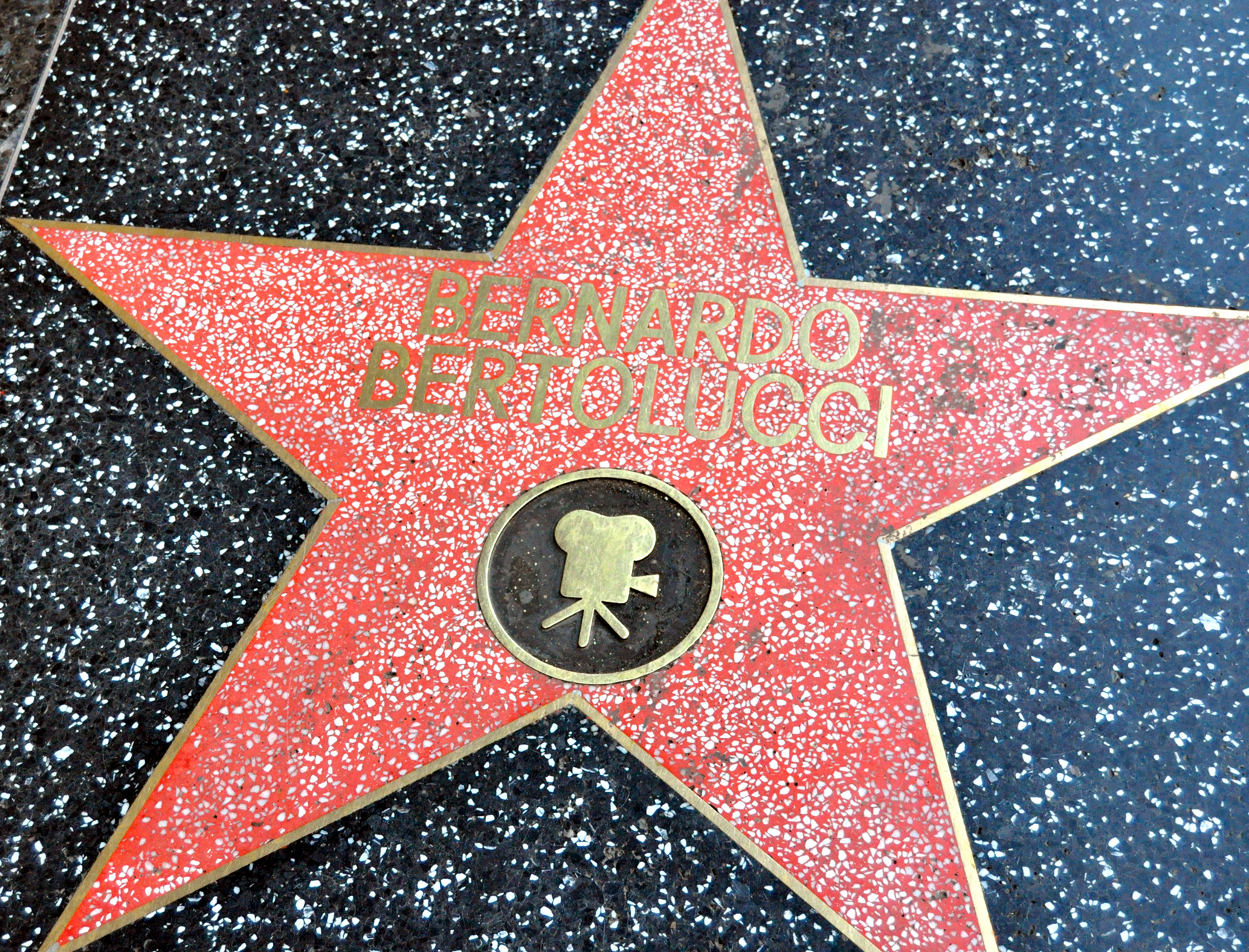
La stella dedicata a Bertolucci sulla Hollywood Walk of Fame di Los Angeles

Bertolucci premiato nell'edizione 1988 del David di Donatello

Bertolucci premiato nell'edizione 1989 del Giffoni Film Festival

### Premi cinematografici
- Premio Oscar
  - 1972: nomination alla miglior sceneggiatura non originale per Il conformista
  - 1974: nomination alla miglior regia per Ultimo tango a Parigi
  - 1988: Oscar alla miglior regia per L’ultimo imperatore
  - 1988: Oscar alla migliore sceneggiatura non originale per L’ultimo imperatore

- BAFTA
  - 1989: BAFTA al miglior film per L’ultimo imperatore
  - 1989: nomination alla miglior regia per L’ultimo imperatore

- Golden Globe
  - 1974: nomination alla miglior regia per Ultimo tango a Parigi
  - 1988: Golden Globe alla miglior regia per L’ultimo imperatore
  - 1988: Golden Globe alla miglior sceneggiatura per L’ultimo imperatore
  - 1991: nomination alla miglior regia per Il tè nel deserto

- Festival di Cannes
  - 1981: in competizione per la Palma d'oro con La tragedia di un uomo ridicolo
  - 1996: in competizione per la Palma d'oro con Io ballo da sola
  - 2011: Palma d'oro onoraria

- Mostra internazionale d'arte cinematografica di Venezia
  - 1968: in competizione per il Leone d'oro con Partner
  - 2007: Leone d'oro alla carriera

- Festival internazionale del cinema di Berlino
  - 1969: in competizione per l'Orso d'oro con Amore e rabbia
  - 1970: Premio Speciale della Stampa per Il conformista
  - 1970: Raccomandazione INTERFILM per Il conformista

- David di Donatello
  - 1971: David di Donatello al miglior film per Il conformista
  - 1988: David di Donatello al miglior film per L’ultimo imperatore
  - 1988: David di Donatello alla miglior regia per L’ultimo imperatore
  - 1988: David di Donatello alla miglior sceneggiatura per L’ultimo imperatore
  - 1996: nomination a miglior film per Io ballo da sola
  - 1996: nomination a miglior regia per Io ballo da sola
  - 1999: nomination a miglior film per L'assedio
  - 1999: nomination a miglior regia per L'assedio
  - 2013: nomination a miglior film per Io e te
  - 2013: nomination a miglior regia per Io e te
  - 2013: nomination a miglior sceneggiatura per Io e te

- Nastro d'argento
  - 1973: Nastro d'argento al regista del miglior film per Ultimo tango a Parigi
  - 1988: Nastro d'argento al regista del miglior film per L’ultimo imperatore
  - 1997: candidatura a regista del miglior film per Io ballo da sola
  - 2000: candidatura alla migliore sceneggiatura per L'assedio
  - 2004: candidatura a regista del miglior film per The Dreamers - I sognatori
  - 2013: Nastro d'argento dell'anno per Io e te

- Festival di Locarno
  - 1997: Pardo d'onore

- European Film Award
  - 1988: Premio speciale della Giuria per L’ultimo imperatore
  - 2004: nomination al People Choice Award per The Dreamers - I sognatori
  - 2012: Premio alla carriera

- Premio César
  - 1988: César al miglior film straniero per L’ultimo imperatore

- Ciak d'oro
  - 1988: Ciak d'oro al miglior film per L'ultimo imperatore
  - 1988: Ciak d'oro alla miglior regia per L'ultimo imperatore
  - 1991: Ciak d'oro alla miglior regia per Il tè nel deserto
  - 1996: Ciak d'oro alla miglior regia per Io ballo da sola

Altri riconoscimenti:
- 1988: Directors Guild of America Award al miglior regista cinematografico
- 1997: Premio per la speciale sensibilità visiva nella regia al Camerimage
- 1997: Premio per la collaborazione regista e direttore della fotografia (Vittorio Storaro) al Camerimage
- 1998: Riconoscimento per la libertà di espressione dal National Board of Review
- 2018: Fellini Platinum Award for Artistic Excellence al Bari International Film Festival

### Premi letterari
- 1962: Premio Viareggio opera prima per In cerca del mistero[11]

### Onorificenze
Negli anni '60 è stato il principale esponente del nuovo cinema italiano, con la creazione di uno stile originale capace di ispirarsi e al contempo di affrancarsi dai sentimenti poetici e dalle forme di visione del cinema di Pasolini così come dalla modernità e dallo sperimentalismo di Godard. Negli anni '70 è stato l'unico autore italiano in grado di imporsi a livello
mondiale con prestigiose produzioni internazionali, attraverso film come Il conformista, Ultimo tango a Parigi, Novecento, La luna.
I nove premi Oscar assegnati a L'ultimo imperatore rappresentano la definitiva consacrazione e hanno sancito la sua capacità di coniugare il cinema d'autore europeo con la grande produzione americana, capacità confermata anche dai film successivi, come Il tè nel deserto, Piccolo Buddha, Io ballo da sola. Nell'ultimo periodo della sua produzione Bertolucci è tornato poi a concentrarsi con forza su storie di intima profondità come quelle di L'assedio, The Dreamers,
Io e te.